# Teen Spirit - A un passo dal sogno
Teen Spirit - A un passo dal sogno (Teen Spirit) è un film del 2018 scritto e diretto da Max Minghella, al suo esordio da regista, con protagonista Elle Fanning.

## Trama
Violet, una timida adolescente che vive in un piccolo villaggio sull'Isola di Wight, sogna di diventare una stella del pop per fuggire dal suo tetro ambiente e dalla sua frantumata vita familiare. Con l'aiuto di un improbabile mentore, Violet partecipa a una competizione internazionale di canto che metterà alla prova la sua integrità, il suo talento e la sua ambizione.

## Produzione
Il 30 gennaio 2017 Max Minghella annuncia il progetto che segna il suo esordio alla regia, basato su una sua sceneggiatura.

## Promozione
Il primo trailer del film viene diffuso il 6 settembre 2018.

## Distribuzione
La pellicola è stata presentata al Toronto International Film Festival il 7 settembre 2018 e distribuita nelle sale cinematografiche italiane dal 29 agosto 2019.

## Riconoscimenti
- 2019 - Cleveland International Film Festival
  - Candidatura per il miglior film musicale